# Yusuf Idris
Yusuf Idris (arabă:يوسف إدريس) n. 19 mai 1927 - d. 1 august 1991)  a fost un scriitor egiptean, autor de piese de teatru, nuvele și romane. Este considerat inițiatorul nuvelei arabe moderne.

## Scrieri
- 1954: O poveste de iubire ("Arhas layāli")
- 1956: Eroul ("Al-bāṭal")
- 1958: Mucalitul ("Al-farāfīr")
- 1959: Păcat ("Al harām")
- 1969: Ispita ("An-naddāha")
- 1962: Rușine ("Al-ʿaib").

### Traduceri în limba română
- Al patrulea pacient, traducere de Clementina Voinescu și Dragoș Vacariuc, prefața de Valeriu Răpeanu, București,  Editura pentru Literatură Universală, 1962, 171 p.
- Cavaleria de cămile, în Scînteia tineretului, p. 239-253.
- Cele mai ieftine nopți. Mîna cea mare. Punctul, traducere de Nicolae Dobrișan, în culegerea de nuvele Cele mai ieftine nopți p. 170-196.
- Păcat, traducere de Nicolae Dobrișan, Antologia Nuvelei Arabe, vol 1., p. 97-121.
- Un sfert de răzor, în Scînteia tineretului, p. 227-237.